# Jan de Hartog

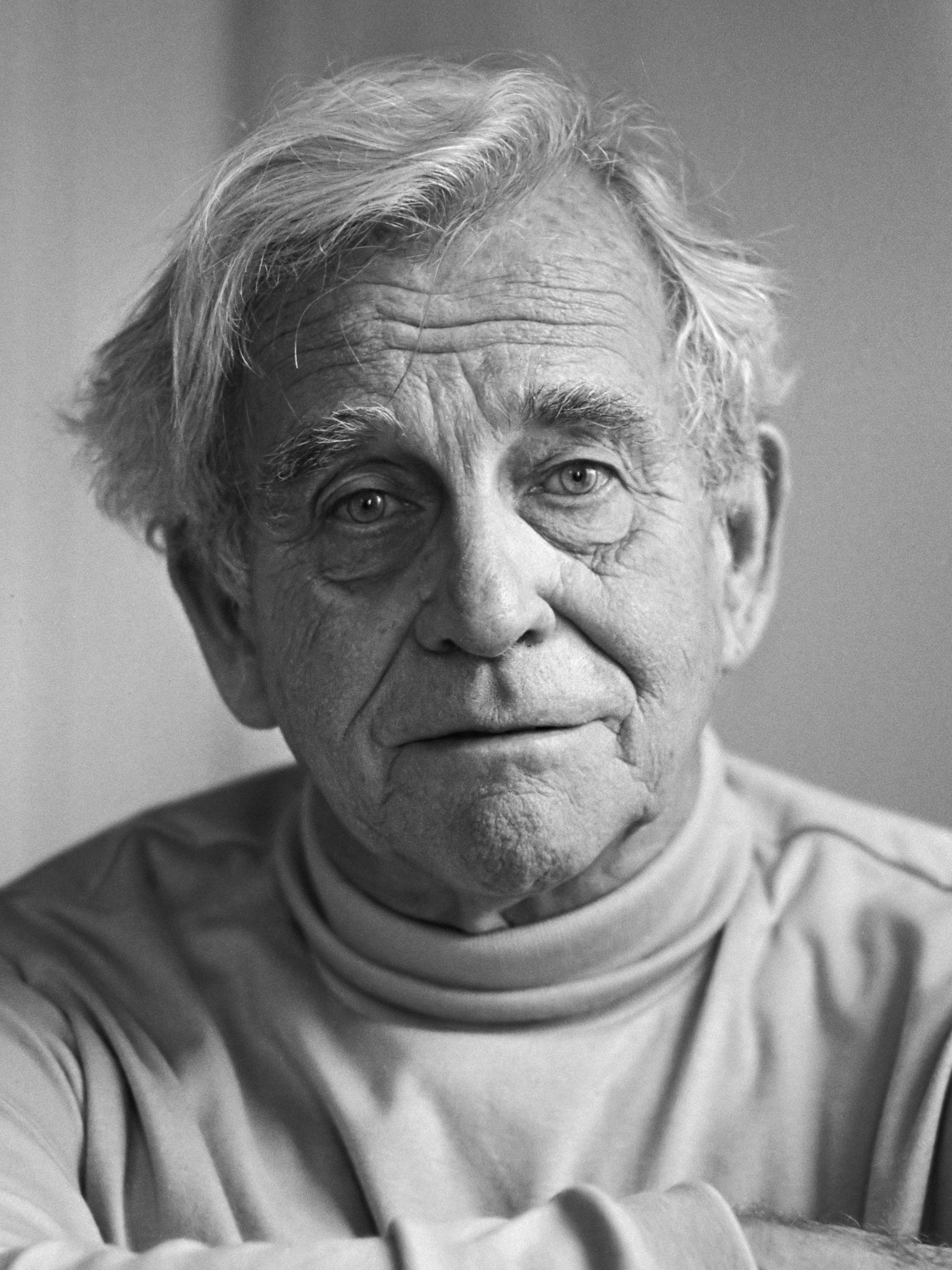
Jan de Hartog (1984)

Jan de Hartog (Haarlem, 22 de Abril de 1914- Houston, 22 de setembro de 2002 ) foi um romancista e dramaturgo holandês. Foi autor de romances e dramas de mundivivência cristã e de crítica social.